# Scott Kennedy
Pour les articles homonymes, voir Kennedy.
Scott Kennedy né le 31 mars 1997 à Calgary en Alberta, est un joueur international canadien de soccer qui joue au poste de défenseur central à la KAS Eupen.

## Biographie

### Carrière en club
Natif de Calgary,, il commence à jouer au soccer dans plusieurs clubs de Calgary. Au printemps 2015, il fait un essai à Gersthofen en Allemagne à l'âge de 18 ans et Rainer Hörgl a particulièrement remarqué Kennedy,. Après plusieurs séances d’entraînement supplémentaires, il signe au SB Chiemgau Traunstein (de) évoluant en Landesliga (de), la sixième division du football allemand. À Traunstein, il est rapidement devenu un joueur régulier et a fait de bonnes performances,. Après un an, il rejoint le FC Amberg qui évolue en Oberliga, la cinquième division du football allemand,,. Il souffre d'un œdème osseux et est finalement indisponible durant six mois.
La saison suivante, il rejoint le SV Grödig qui participe à la Regionalliga, la troisième division du football autrichien,. Nommé dans l'équipe-type de la Regionalliga West. Un an plus tard, il signe son premier contrat professionnel avec le SK Austria Klagenfurt qui évolue en 2. Liga,. Lors de sa dernière saison à Klagenfurt, il est victime d'une blessure qui le prive de la majorité de sa saison,.
Le 18 août 2020, il signe un contrat de trois ans avec le SSV Jahn Regensburg, évoluant en 2. Bundesliga,,. Ses performances lors de sa première saison sont impressionnantes, en particulier lors du match de la coupe d'Allemagne contre le FC Cologne,.
Arrivé en fin de contrat à Regensburg,, il rejoint le Wolfsberger AC et signe un contrat de deux ans avec une année en option.
Le 6 septembre 2024, il signe un contrat de deux ans à la KAS Eupen. Il retrouve son ancien entraîneur au SSV Jahn Regensburg, Mersad Selimbegović (de).

### Carrière internationale
Le 26 mai 2021, Scott Kennedy est appelé en sélection canadienne pour la première fois par le sélectionneur John Herdman pour participer à deux matchs des éliminatoires de la Coupe du monde 2022, contre Aruba puis face au Suriname,,. Le 8 juin 2021, il honore sa première sélection en tant que titulaire contre le Suriname. Lors de ce match, il réalise une excellente performance,. Le match se solde par une victoire 4-0 des Canadiens,.
Le 1er juillet 2021, il est retenu dans la liste des vingt-trois joueurs canadiens sélectionnés par John Herdman pour disputer la Gold Cup 2021. Il déclare forfait pour la compétition, Frank Sturing le remplace le 10 juillet.

## Statistiques

### Statistiques en club
| Saison                | Club                  | Championnat           | Championnat | Championnat | Coupe(s) nationale(s) | Coupe(s) nationale(s) | Canada | Canada | Total | Total |
| Saison                | Club                  | Division              | M.          | B.          | M.                    | B.                    | M.     | B.     | M.    | B.    |
| 2015-2016             | SBC Traunstein        | Landesliga            | 31          | 2           | -                     | -                     | -      | -      | 31    | 2     |
| 2016-2017             | FC Amberg             | Oberliga              | 11          | 1           | 2                     | 0                     | -      | -      | 13    | 1     |
| 2017-2018             | SV Grödig             | Regionalliga          | 24          | 4           | 2                     | 0                     | -      | -      | 26    | 4     |
| 2018-2019             | Austria Klagenfurt    | 2. Liga               | 29          | 3           | 2                     | 0                     | -      | -      | 31    | 3     |
| 2019-2020             | Austria Klagenfurt    | 2. Liga               | 9           | 0           | -                     | -                     | -      | -      | 9     | 0     |
| Sous-total            | Sous-total            | Sous-total            | 38          | 3           | 2                     | 0                     | -      | -      | 40    | 3     |
| 2020-2021             | Jahn Regensburg       | 2. Bundesliga         | 22          | 0           | 3                     | 1                     | 3      | 0      | 28    | 1     |
| 2021-2022             | Jahn Regensburg       | 2. Bundesliga         | 23          | 2           | 1                     | 0                     | 5      | 0      | 29    | 2     |
| 2022-2023             | Jahn Regensburg       | 2. Bundesliga         | 23          | 0           | 1                     | 0                     | 6      | 0      | 30    | 0     |
| Sous-total            | Sous-total            | Sous-total            | 68          | 2           | 5                     | 1                     | 14     | 0      | 87    | 3     |
| 2023-2024             | Wolfsberger AC        | Bundesliga            | 18          | 1           | 2                     | 0                     | -      | -      | 20    | 1     |
| 2024-2025             | Wolfsberger AC        | Bundesliga            | 0           | 0           | 1                     | 0                     | -      | -      | 1     | 0     |
| Sous-total            | Sous-total            | Sous-total            | 18          | 1           | 3                     | 0                     | -      | -      | 21    | 1     |
| 2024-2025             | KAS Eupen             | Division 1B           | 19          | 1           | 1                     | 0                     | -      | -      | 20    | 1     |
| Total sur la carrière | Total sur la carrière | Total sur la carrière | 209         | 14          | 15                    | 1                     | 14     | 0      | 238   | 15    |